# William Randal Cremer
Sir William Randal Cremer (używał głównie imienia Randal, ur. 18 marca 1838 w Fareham, zm. 22 lipca 1908 w Londynie) – brytyjski przywódca związkowy, rzecznik arbitrażu międzynarodowego, laureat Pokojowej Nagrody Nobla 1903.
Sytuacja rodzinna zmusiła go do podjęcia pracy w młodym wieku; pracował jako cieśla. Zaangażował się w ruch związkowy w Londynie, przewodniczył organizacji walczącej o 9-godzinny dzień pracy, następnie związkowi zawodowemu brytyjskich cieśli. W latach 1865–1866 był sekretarzem brytyjskiej sekcji I Międzynarodówki. Wspierał ważne wydarzenia europejskie i światowe – polskie powstanie styczniowe, siły Północy w amerykańskiej wojnie secesyjnej, działalność Garibaldiego we Włoszech. W 1868 bez powodzenia kandydował w wyborach do Izby Gmin.
Pod wpływem wojny prusko-francuskiej zaangażował się zdecydowanie w pokojowy ruch europejski. W 1870 jako jeden z założycieli organizował i został sekretarzem Robotniczego Stowarzyszenia Pokoju. Ponownie przegrał wybory parlamentarne w 1874, zyskał mandat dopiero w 1885 z ramienia partii liberałów. W 1888 przekształcił Robotnicze Stowarzyszenie Pokoju w Ligę Arbitrażu Amerykańskiego i zabiegał o poparcie dla samej organizacji (jak i dla reprezentowanych przez nią idei) m.in. u prezydenta USA. Podjął współpracę m.in. z parlamentarzystą francuskim Frédéricem Passy, co zaowocowało powołaniem w 1889 Unii Międzyparlamentarnej. Cremer pełnił w Unii funkcję sekretarza.
W 1903 Cremer został wyróżniony Pokojową Nagrodą Nobla za wieloletni wkład w pokój na świecie, w szczególności za promowanie idei współpracy międzynarodowej parlamentarzystów i arbitrażu w konfliktach międzynarodowych. Dopiero w styczniu 1905 wygłosił odczyt noblowski, zatytułowany Rozwój i znaczenie arbitrażu.
W Izbie Gmin zasiadał do 1895 i ponownie od 1900 do śmierci w roku 1908.